# Шелех, Анна Вадимовна
А́нна Вади́мовна Ше́лех (род. 14 июля 1993, Донецк) — украинская легкоатлетка, специалистка по прыжкам с шестом. Выступает за сборную Украины по лёгкой атлетике начиная с 2010 года, обладательница бронзовой медали юношеских Олимпийских игр в Сингапуре, участница летних Олимпийских игр в Лондоне, рекордсменка страны. Мастер спорта Украины международного класса.

## Биография
Анна Шелех родилась 14 июля 1993 года в Донецке. Серьёзно заниматься лёгкой атлетикой начала в возрасте тринадцати лет, проходила подготовку в донецкой Детско-юношеской спортивной школе им. С. Бубки под руководством тренеров Сергея Михайловича Симахина и Владимира Григорьевича Моглибея.
Первого серьёзного успеха на международной арене добилась в сезоне 2010 года, когда вошла в состав украинской национальной сборной и побывала на летних юношеских Олимпийских играх в Сингапуре, откуда привезла награду бронзового достоинства, выигранную в программе женских прыжков с шестом — уступила здесь только шведке Ангелике Бенгтссон и австралийке Элизабет Парнов.
Благодаря череде удачных выступлений удостоилась права защищать честь страны на летних Олимпийских играх 2012 года в Лондоне — в зачёте прыжков с шестом показала результат 4,10 метра, тогда как взять планку на 4,40 метра не смогла ни в одной из трёх попыток. Таким образом, не квалифицировалась в финал и расположилась в итоговом протоколе соревнований на 33 позиции.
После лондонской Олимпиады Шелех осталась в составе легкоатлетической команды Украины и продолжила принимать участие в крупнейших международных соревнованиях. Так, в 2014 году она выступила на чемпионате Европы в Цюрихе, где, тем не менее, не показала никакого результата.
В 2015 году одержала победу на Кубке Украины по лёгкой атлетике, но отобраться на европейское первенство не смогла.
За выдающиеся спортивные достижения удостоена почётного звания «Мастер спорта Украины международного класса».